# Reggie Lambe
Reginald Everard Vibart Thompson-Lambe (* 4. Februar 1991 in Hamilton) ist ein bermudischer Fußballspieler.

## Karriere

### Verein
Reggie Lambewechselte im Jahr 2007 in den Nachwuchs von Ipswich Town nach England. Vorher war er in der Jugend des heimischen Erstligisten Dandy Town Hornets aktiv. Am 11. August 2009 absolvierte er im League Cup gegen Shrewsbury Town sein erstes Spiel für die Profimannschaft von Ipswich. Jedoch erst ein Jahr später bestritt er beim 3:1-Auswärtssieg beim FC Middlesbrough im Riverside Stadium sein Ligadebüt, als er in der 64. Minute für Carlos Edwards eingewechselt wurde. Sein zweiter und letzter Ligaeinsatz folgte am 28. September 2010 gegen den FC Reading. Am 24. März 2011 wurde er bis zum Ende der Saison an die Bristol Rovers ausgeliehen, welche zu der Zeit in der Football League One spielten. Bis zum Saisonende absolvierte Lambe sieben Ligaspiele für Bristol.
Am 7. Dezember 2011 unterschrieb er einen Vertrag beim kanadischen Verein Toronto FC, welcher in Major League Soccer spielt. Seine ersten beiden Tore erzielte bei der 2:3-Heimpleite gegen Chicago Fire. Lambe verhalf mit seinen zwei Toren im Rahmen der Canadian Championship 2012 seiner Mannschaft zum Titelgewinn und teilte sich mit Ryan Johnson (ebenfalls Toronto FC), sowie Éric Hassli und Sébastien Le Toux (beide Vancouver Whitecaps) den Titel des Torschützenkönigs. Auch beim 5:1-Sieg in der CONCACAF Champions League 2012/13 gegen den salvadorianischen Verein CD Águila war er doppelt erfolgreich.
2014 erfolgte dann ein kurzzeitiges Gastspiel beim schwedischen Drittligisten Nyköpings BIS, ehe er wieder zurück nach England ging. Mansfield Town, Carlisle United und Cambridge United hießen dort die folgenden Stationen des Nationalspielers. Seit Ende 2020 ist Lambe nur noch unterklassig in England aktiv, aktuell steht er beim Sechstligisten Needham Market FC in der National League South unter Vertrag.

### Nationalmannschaft
Lambe debütierte im Dezember 2007 als 16-Jähriger gegen St. Kitts und Nevis in der A-Nationalmannschaft Bermudas. Am 30. August 2008 erzielte er vier Tore beim 7:0-Kantersieg über Saint-Martin im Rahmen der Qualifikation für die Fußball-Karibikmeisterschaft 2008. Bisher absolvierte er 59 Länderspiele für sein Heimatland, in denen er zwölf Treffer erzielen konnte.

## Titel und Auszeichnungen
- Kanadischer Meister: 2012
- Torschützenkönig der Canadian Championship: 2012 (2 Tore)